# Перпинян
Перпиня̀н (на френски: Perpignan, на каталунски Perpinyà, Перпиня̀) е град във Франция, административен център на департамента Източни Пиренеи, регион Лангедок-Русийон. Населението му е 121 875 души (2016). Исторически е бил главен град на провинция Русийон. Разположен е на 13 km от брега на Средиземно море и на 31 km на север от френско-испанската граница.

## География
Перпинян е разположен в центъра на равнината Русийон, по бреговете на река Тет.
Градът граничи на юг с Пиренеите, на запад с район Корбиер (Corbières) и на изток със Средиземно море. Намира се на 850 km от Париж и на 180 km от Барселона.

## Климат
Климатът в Перпинян е средиземноморски. Зимата е много мека, а лятото топло и сухо. Характерният за района вятър трамонтана духа непрекъснато. Годишните валежи достигат 575 mm. Сняг вали много рядко – веднъж на 10 години. Средната годишна температура в Перпинян е 15,4 °С и 2504 часа годишно е слънчево. В най-топлите месеци температурата достига 29 °С. Равнината Русийон е един от най-топлите райони на Франция.

## История
Разположеният в плодородната равнина град отдавна се е считал за център на местното винопроизводство. За пръв път град на име Перпинян се споменава в документ от 927 г. от B. Alart в Cartulaire Roussillonais. Графовете на графство Русийон го избират за своя резиденция и управляват Перпинян до 1172 г., след което го наследяват графовете на Графство Барселона. Когато Хайме I Арагонски разделя каталонските земи, Перпинян, заедно с Балеарските острови се падат на по-младия, Хайме II, и през годините 1276 – 1344 е столица на този крал и на двама от неговите потомци (вж. Кралство Майорка).
През XVII век, когато Франция се спречква с Испания в спор за владението на Русийон, Перпинян е преустроен на крепост. След Пиренейския мир от 1659 г. градът е оставен на Луи XIV. През XIX век полуразрушените градски стени са разчистени като ненужни. През 1936 г. в Перпинян нахлуват бежанци от Испания, където бушува гражданската война. После 1960 г. тук се заселват напуснали северноафриканските колонии французи.